# Renault Radiance
Pour les articles homonymes, voir Radiance (homonymie).
Le Renault Radiance est un « dream truck » de Renault Trucks présenté en septembre 2004 au Salon de Hanovre.
Ce concept a été réalisé par Renault Trucks et Renault Design, sous la direction de Xavier Allard et Kemal Esen.

## Description
Basé sur le Renault Premium, le prototype est limité à la vitesse de 30 kilomètres à l'heure ; il possède les équipements suivants :
- des marchepieds électriques qui s'extraient du pare-chocs pour faciliter l'accès à bord et à l'arrière de la cabine ;
- des caméras à la place des rétroviseurs (reliées à un écran sur le tableau de bord numérique) et sur le pare-chocs avant ;
- une direction et un système de freins de stationnement électronique ;
- un levier de vitesses escamotable ;
- un lit transformable en banquette et un toit en verre.
- Les jantes et les pneus ont été fournis par Michelin.